# Desi Arnaz
Desi Arnaz, volledige naam: Desiderio Alberto Arnaz y de Acha III, (Santiago de Cuba, 2 maart 1917 – Del Mar, 2 december 1986) was een Cubaans-Amerikaans musicus, acteur, komiek en televisieproducer.

## Jonge leven
Desi Arnaz werd geboren in Santiago de Cuba, de op een na grootste stad van Cuba. Hij kwam uit een rijke familie en stamde af van Spaanse landheren uit de achttiende eeuw. Zijn vader zetelde in het Huis van Afgevaardigden en werd de jongste burgemeester van Santiago. De revolutie van 1933, geleid door Fulgencio Batista, wierp de door de Amerikanen gesteunde regering van president Gerardo Machado omver. Desi’s vader belandde in de gevangenis en de rijkdom en macht werd zijn familie ontnomen. De Amerikanen zorgden ervoor dat Desi's vader vrijkwam omdat hij neutraal was gebleven tijdens de revolutie. Hierop vluchtte de familie naar Miami in Florida.

## Muzikale carrière
Arnaz begon zijn carrière als professionele musicus in 1936 als Afro-Cubaanse jazzmuzikant. Hij speelde gitaar en percussie voor een Latin orkest. Zijn eerste optreden was in een restaurant aan Park Lane in Collins Park, Miami Beach, waar in 2022 een herinneringsteken werd opgericht.
Hij ging zes maanden naar New York om les te volgen bij Xavier Cugat en keerde daarna terug naar Miami om zo zijn eigen band op te richten. Hij introduceerde de Conga line, een soort polonaise en verhuisde daarna naar New York. In 1937 begon hij ook liedjes op te nemen. Een van zijn grootste successen was "Babalu" uit 1946 geschreven door Margarita Lecuona.

## Filmcarrière
In 1939 was hij de ster in de Broadway-musical Too Many Girls. Een jaar later ging hij naar Hollywood voor de filmversie waarin hij samen met actrice en comédienne Lucille Ball speelde.
Hij speelde nog in verschillende films tijdens de jaren veertig, de meest bekende is Bataan. Kort daarna ging hij het leger in maar blesseerde zijn knie waardoor hij niet alles moest doen. Nadat hij het leger verliet richtte hij een nieuw orkest op dat een goede live-reputatie kreeg. Nadat hij zijn televisiecarrière had uitgebouwd bleef hij met het orkest spelen.

### I Love Lucy
Hij produceerde en speelde mee in I Love Lucy, waarin hij een fictieve versie van zichzelf speelde als Cubaanse orkestleider Ricky Ricardo. Zijn vrouw Lucille Ball speelde zijn vrouw Lucy Ricardo. Ball had een populaire radioserie My Favorite Husband die nu voor de televisie werd gemaakt. Ze stond er op dat Arnaz haar man speelde zodat ze meer tijd met elkaar konden doorbrengen. Het was eerst de bedoeling om Lucy & Larry Lopez te heten, een succesvol showbizzkoppel (hij een orkestleider en zij een actrice) waarvan de carrière het normale gezinsleven verstoorde. Uit marktonderzoek bleek echter dat dit scenario niet populair bleek. Hierdoor werd het concept veranderd in Ricky, een jonge orkestleider met bescheiden succes en Lucy werd een huisvrouw die ervan droomde om in de showbusiness te stappen maar helemaal geen talent had. Hij speelde in de Tropicana Club waarvan hij later eigenaar werd en dan Club Babalu hernoemde. Het idee dat Ball en Arnaz een koppel vormden op televisie stootte aanvankelijk op verzet omdat zijn Cubaanse accent en uitstraling niet aanvaard zouden worden door het Amerikaanse publiek. Het koppel overwon de aantijgingen door met een vaudeville-act te toeren die ze ontwikkelden met behulp van de Spaanse clown Pepito Pérez en de schrijvers van Balls radioshow. Veel materiaal van de act werd gebruikt in de originele pilotaflevering van I Love Lucy.

### Desilu Productions
Samen met Ball stichtte hij Desilu Productions. In deze periode werden de meeste televisieprogramma’s live uitgezonden en omdat het meeste in New York werd gedaan kregen de andere tijdzones van het land een beeld in slechtere kwaliteit. Arnaz ontwikkelde het gebruik van meerdere camera’s, zijn methode wordt nog steeds gebruikt. Het gebruik van een filmband maakte het mogelijk dat alle televisiestations in hoge kwaliteit konden uitzenden.
De omroep vond het een onnodig gebruik maar Arnaz overtuigde de omroep om toe te laten dat Desilu alle bijkomende kosten zou betalen en dat Desilu dan wel eigenaar werd van de film. Deze regeling wordt gezien als een van de meest spitsvondige deals uit de televisiegeschiedenis. Desilu profiteerde van de vele herhalingen van de show die later werden uitgezonden.
Arnaz overtuigde de CBS ook om verder te gaan met de show toen zijn vrouw zwanger was. De omroep vond dat je geen zwangere vrouw op televisie kon laten zien maar nadat Arnaz een priester, rabbijn en dominee raadpleegde en die zeiden dat er niets mis mee was gaf de omroep toe. De zwangerschap werd verwerkt in de verhaallijn maar het woord "zwanger" mocht wel niet gebruik worden, het moest "in verwachting" zijn.
Naast I Love Lucy, was hij ook producer van de shows December Bride, The Mothers-in-Law, The Lucy Show, Those Whiting Girls, Our Miss Brooks, and the The Untouchables, allemaal top 10 shows in hun tijdsperiode. Desi wordt ook gezien als de uitvinder van de herhaling.

## Huwelijken
Arnaz trouwde op 30 november 1940 met Lucille Ball en startte in 1944 met de scheidingsprocedure. Het koppel kwam echter weer bij elkaar voor de scheiding voltooid werd.
Er kwamen twee kinderen uit het huwelijk voort, Lucie Arnaz (geboren in 1951) en Desi Arnaz Jr. (geboren in 1953). Uiteindelijk stortte het huwelijk toch in onder druk van Desi’s serieuze alcohol- en drugsproblemen, bovendien was hij niet vies van andere vrouwen. Zelf zei hij dat de stress van de productiemaatschappij en dagelijkse leiding het allemaal erger maakten. Arnaz leed ook aan diverticulitis. Hij en Ball scheidden in 1960. Toen Ball terugkeerde naar televisie kocht ze Desi uit Desilu uit.
De scheiding van Lucy en Desi was voorpaginanieuws gedurende drie jaar in Amerika, totdat Arnaz hertrouwde. De scheiding kwam er door de buitenechtelijke affaires van Desi. Geruchten doen de ronde dat Desi vrouwen in de Paramount Studios liet komen tijdens zakelijke vergaderingen. Ball verklaarde dat zij Desi ooit met een andere vrouw betrapte.
Drie jaar na de scheiding hertrouwde Arnaz met Edith Mack Hirsh en trok zich voor een groot deel terug uit de showbusiness. Hij was wel producer van de serie The Mothers-in-Law en maakte vier amusante gastoptredens als de Spaanse matador Señor Delgado.
Ondanks de scheiding bleef hij bevriend met Ball. Het was vrij duidelijk dat ze nog steeds van elkaar hielden, ze telefoneerden ook nog elke avond tot aan zijn dood. Hij bleef ook elk jaar bloemen sturen op hun trouwverjaardag (30 november, ze waren wel op 19 juni voor de kerk getrouwd). Toen Ball een film maakte met Bob Hope en zich verwondde op de set reed Arnaz met zijn paard van op zijn ranch naar het hospitaal toen hij het hoorde.

## Latere leven
Tijdens de jaren 70 was hij nog geregeld te zien op het scherm.
Desi en Edith verhuisden naar Del Mar (Californië). Edith overleed aan longkanker in maart 1985. Desi, een kettingroker, kreeg begin 1986 eveneens longkanker en overleed eind 1986 op 69-jarige leeftijd.
Desi heeft twee sterren op de Hollywood Walk of Fame voor zijn film- en televisiebijdragen, op 6327 en 6220 Hollywood Boulevard.